# Bandobena
Bandobena är ett släkte av fjärilar. Bandobena ingår i familjen mätare.
Kladogram enligt Catalogue of Life:
| Bandobena | \| \| Bandobena apicalis \| \| \| \| \| \| Bandobena pyrigona \| \| \| \| |
|           | \| \| Bandobena apicalis \| \| \| \| \| \| Bandobena pyrigona \| \| \| \| |
|           | Bandobena apicalis                                                        |
|           |                                                                           |
|           | Bandobena pyrigona                                                        |
|           |                                                                           |